# Яновец-Велькопольский (гмина)
Яновец-Велькопольский (пол. Janowiec Wielkopolski) — гмина (волость) в Польше, входит как административная единица в Жнинский повет, Куявско-Поморское воеводство. Население — 9355 человек (на 2004 год).

## Сельские округа
1. Белявы
2. Брудзынь
3. Хшаново
4. Флянтрово
5. Гонч
6. Яновец-Весь
7. Юнцево
8. Колдромб
9. Лясково
10. Минишево
11. Обецаново
12. Осьно
13. Послугово
14. Свёнтково
15. Тоново
16. Велна
17. Влошаново
18. Выбраново
19. Зразим
20. Жерники
21. Жужолы

## Соседние гмины
1. Гмина Дамаславек
2. Гмина Мелешин
3. Гмина Месциско
4. Гмина Рогово
5. Гмина Жнин